# リーヤ
リーヤ(Lija、マルタ語:Ħal Lija)は、マルタの中央地域にある小さな村である。アタード、バルツァーンとともに、「スリー・ヴィレッジ」を構成している。リーヤには、 バロック様式の教区教会と7つの小さな礼拝所がある。教区教会は、救い主に捧げられたものである。リーヤは1594年に隣のビルキルカラから分離されて単独の教区となった。2014年3月時点の人口は、3,070人である。

## 文化

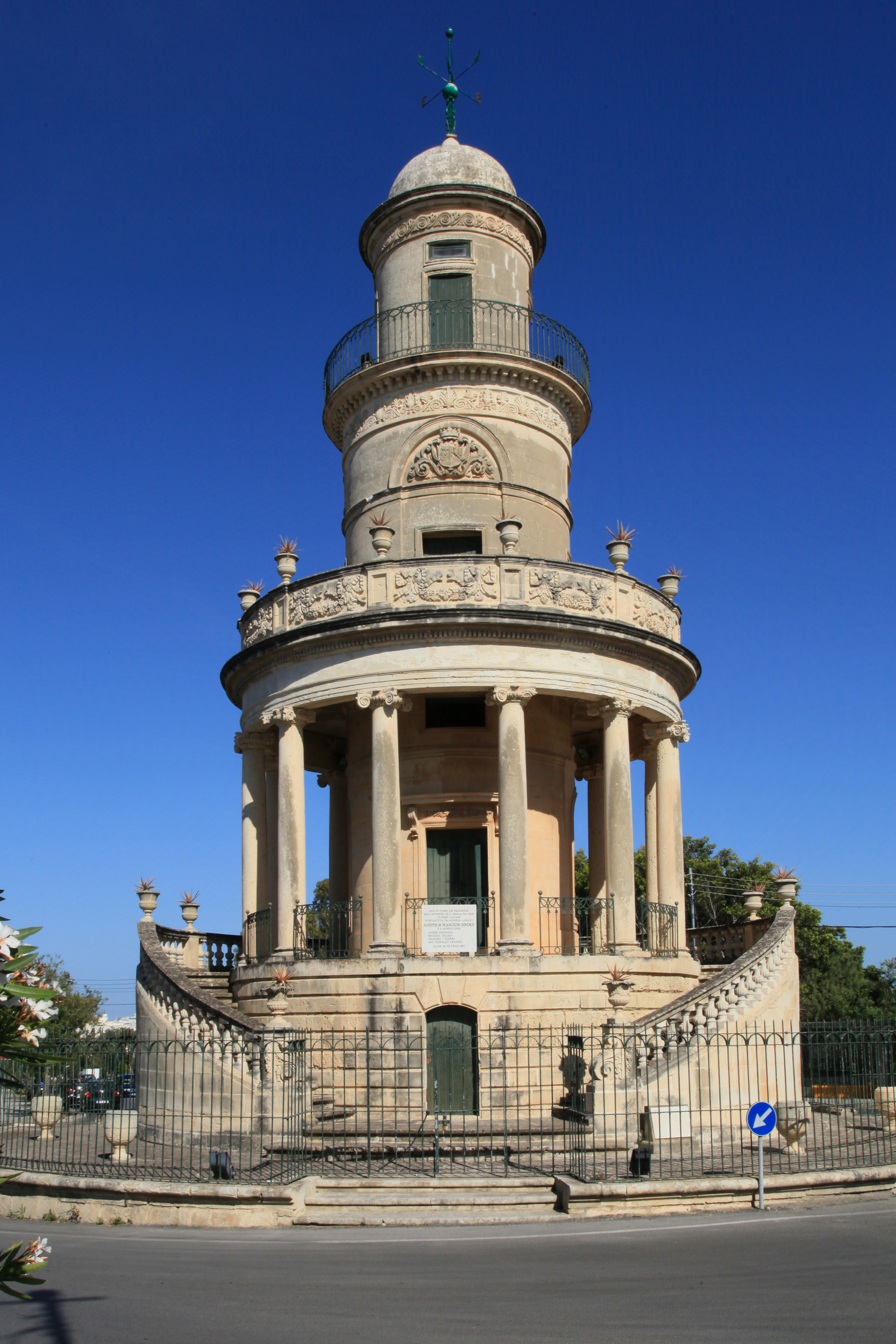
Lija Belvedere Tower（見晴台）

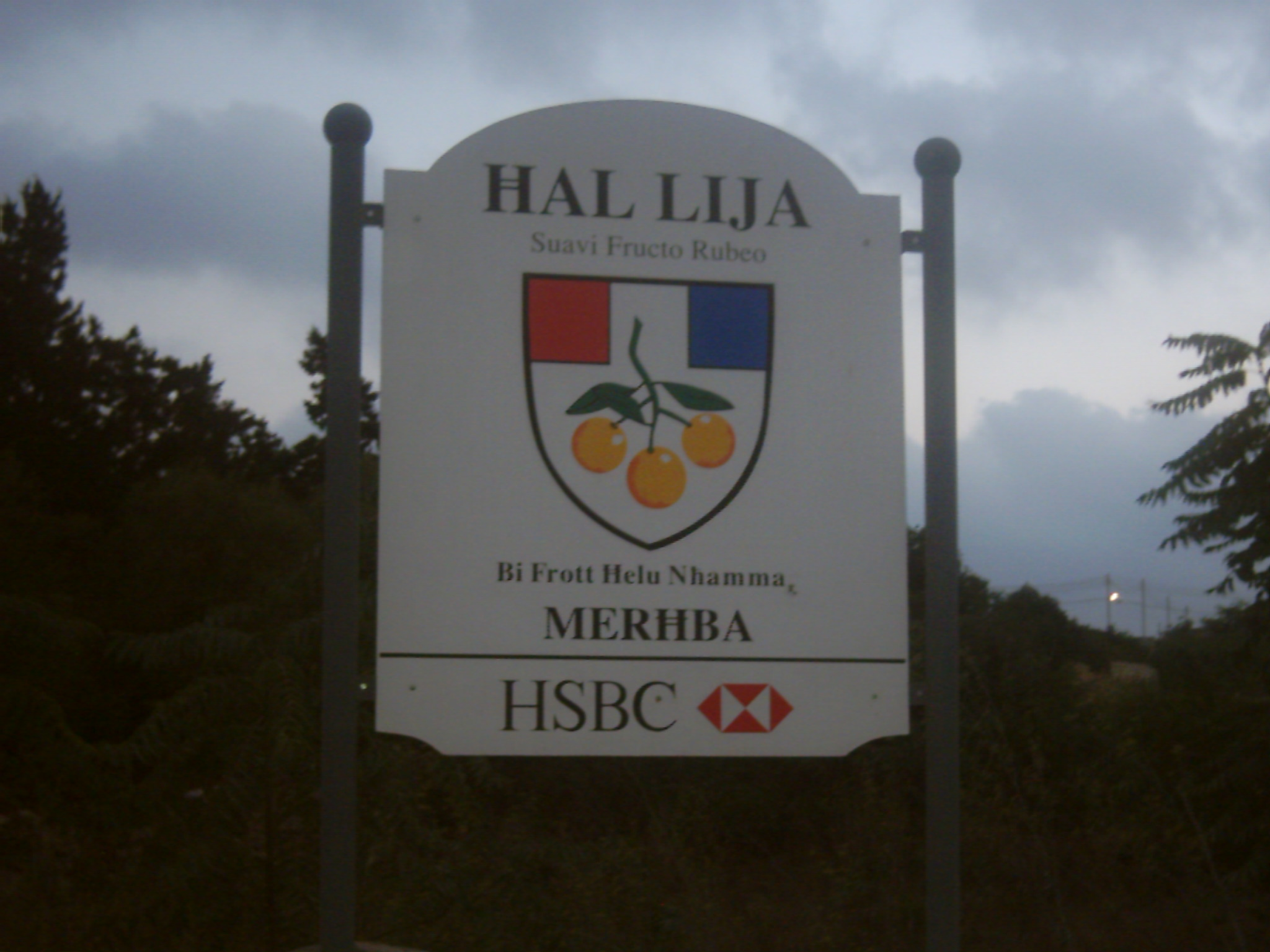
町の入り口

リーヤは、8月第1週に開催されるフェスティバルの際に数千人の地元住民や観光客を魅了する花火で有名である。この花火は、島で一番と言われており、モナコで1980年に開催された国際コンペでも受賞している。2006年には、Lija fireworks factoryは、マルタの首都バレッタのグランド・ハーバーで行われた花火フェスティバルで2等を取っている。
また、リーヤでは毎年、マルタシトラスフェスティバルが開催される。
リーヤには、大きな柑橘類の庭園がある。また、Lija Belvedere Tower（見晴台）やVilla Franciaが主な観光地である。マルタ大学の学生寮もこの村にある。
村のサッカーチームリーヤ・アスレティックFCは、歴史上3度、マルタのトップリーグであるマルタ・プレミアリーグに昇格している。この村の小ささと人材、予算の制約を考えると、このことはこの地域のスポーツ振興の大きな成功であると言える。
リーヤ・アスレティックFCと地元議会は、2007年7月6日に新しい人工芝ピッチを開設した。このピッチは、村の小学校のグラウンド内に位置する。2009年には、クラブは創立から60周年を迎えた。
『時計じかけのオレンジ』で有名なイギリスの小説家アンソニー・バージェスは、1968年から1970年の3年の間、リーヤに住居を置いた。また、第4代マルタ首相ジェラルド・ストリックランドの娘で政治家のマーベル・ストリックランドもこの村に住んだ。